# Jiřího z Poděbrad (métro de Prague)
Jiřího z Poděbrad est une station de métro à Prague, en Tchéquie. Située sur la ligne A du métro de Prague entre Náměstí Míru et Flora, elle est ouverte depuis le 19 décembre 1980.